# Igualita a mí (película de 2010)
Igualita a mí es una película argentina de comedia de 2010 dirigida por Diego Kaplan y protagonizada por Adrián Suar y Florencia Bertotti. Con 945.000 espectadores, fue la película argentina más taquillera del año 2010.

## Sinopsis
Es la historia de Fredy (Adrián Suar), un soltero de 41 años que no tiene hijos y vive de noche. Es el arquetipo del playboy, sin un trabajo fijo y eterno seductor de veinteañeras. Una noche, Fredy conoce a Aylín (Florencia Bertotti). Creyendo estar frente a un nuevo affaire pasajero, se encuentra con la sorpresa de que Aylín es su hija y que, además, va a ser abuelo. Esto le cambiará la vida cuando menos lo pensaba.

## Reparto
- Adrián Suar como Freddy
  - Marco Gianoli como Freddy a los 17 años
- Florencia Bertotti como Aylín
- Claudia Fontán como Elena
- Juan Carlos Galván como Tony
- Gabriel Chame Buendía como Roque
- Ana María Castel como Dora
- Andrea Goldberg como Deborah
- Laurita Fernández como ella misma
- Florencia Miller como Mariana
- Iván Moschner como El médico

## Premios
- Premios Sur 2010: Mejor actriz de reparto (Claudia Fontán)
- Premios Sur 2010: Mejor sonido (José Luis Díaz)

## Taquilla
Es el film argentino más taquillero del 2010, al superar los 945 mil espectadores desde su estreno.